# كلارا ريف
كلارا ريف (بالإنجليزية: Clara Reeve)‏ (23 يناير 1729، إبسوتش في المملكة المتحدة - 3 ديسمبر 1807، إبسوتش في المملكة المتحدة)؛ مترجمة، كاتِبة وروائية بريطانية.